# Juliaca huasima
Juliaca huasima är en insektsart som beskrevs av Young 1977. Juliaca huasima ingår i släktet Juliaca och familjen dvärgstritar. Inga underarter finns listade i Catalogue of Life.